# Herba de Sant Llorenç
L'herba de Sant Llorenç o astràgal de Montpeller i pèl de rata (Astragalus monspessulanus) és una espècie de planta dins el gènere Astragalus. La seva distribució és a la conca del Mediterrani (mediterrani, submediterrani oròfit circummediterrani) i algunes zones properes. És autòctona als Països Catalans però no a cap de les Illes Balears.

## Descripció
Planta perenne amb rizoma ramificat de 10 a 20 cm d'alt. Fulles compostes imparipinnades amb de 10 a 25 parells de folíols ovats obtusos verds escassament pilosos al revers i glabres o glabrescents a l'anvers; teguments cilíndrics, més o menys corbats de 2,5-4,5 x 0,3- 0,6 cm glabrescents. Floreix d'abril a juny amb flors roses, groguenques, blanquinoses o purpúries.

## Hàbitat
Pastures seques, brolles i llocs rocosos, de la plana mediterrània a l'estatge alpí. Viu a partir del nivell del mar fins a 2.430 metres d'altitud.

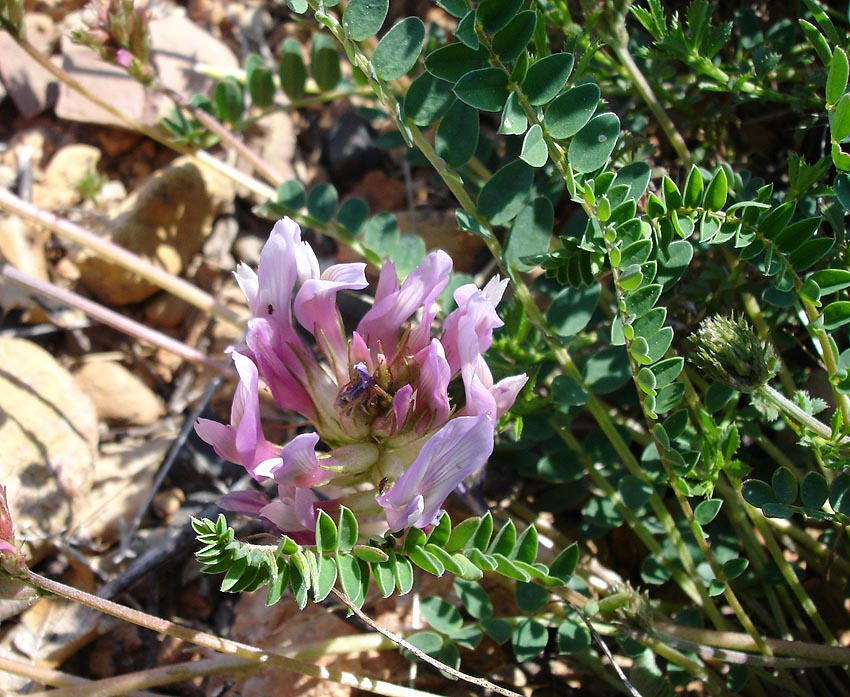
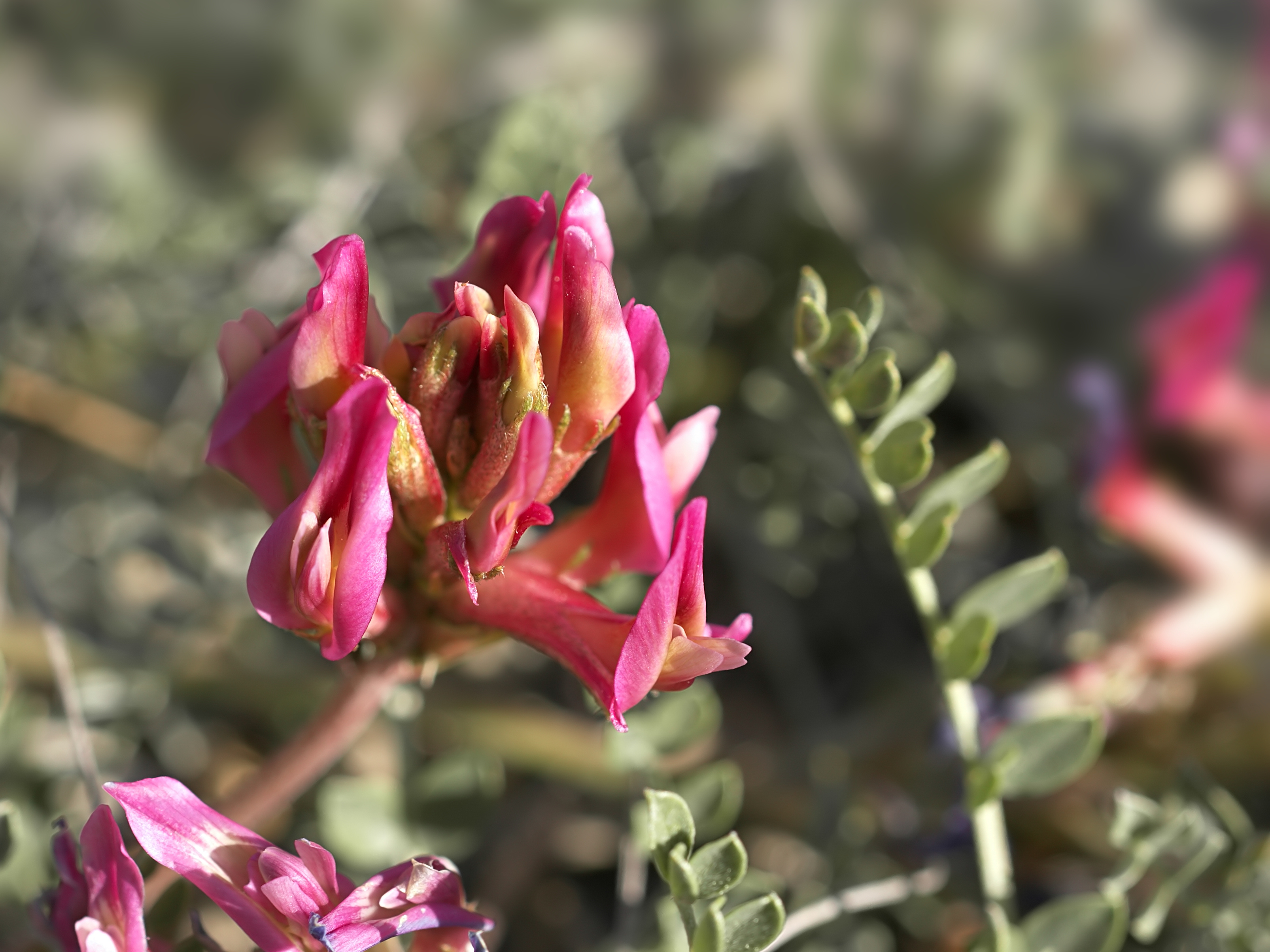